# Nyctimystes ocreptus
Nyctimystes ocreptus es una rana de árbol de la familia Pelodryadidae de Papúa Nueva Guinea.  Los científicos la encontraron en montaña Albert Edward, 2600 metros sobre el nivel del mar. Es posible que algunas de estas ranas también viven en montaña Victoria o montaña Knutsford.
Tiene ojos marrones. Las venas en su párpado inferior van en todas las direcciones, como una red. La piel es de color verde dorado a verde grisáceo. Su vientre es blanco con marcas moradas y marrones.
Los científicos dicen que está relacionada con Nyctimystes narinosus.
El nombre de esta rana es de las palabras latinas oculus in rete captus, que significan 'ojo atraptado en una red'.